# Nili Latu
Nili Latu (Tongatapu, 19 febbraio 1982) è un rugbista a 15 tongano, internazionale per le Tonga, gioca come terza linea ala negli Hino Red Dolphins in Top League. Latu vanta il maggior numero di presenze di sempre sia come giocatore sia come capitano nelle Tonga.